# 杨国梁
杨国梁（1938年3月—），是中国人民解放军高级将领，上将军衔。河北遵化人。
1958年杨国梁从河北昌黎一中高中毕业，考入北京航空学院（今北京航空航天大学）学习，毕业后于1963年冬参军入伍，直接任命为军官，在国防科委第20试验训练基地（酒泉卫星发射中心）任参谋，后一直在酒泉卫星发射中心工作。1983年调任国防科工委第25试验训练基地（太原卫星发射中心）任副司令员，1985年初升任司令员，随即升任第二炮兵副司令员。1988年获少将军衔。1992年任第二炮兵司令员，1993年晋升中将。1998年晋升上将。2003年在担任了长达11年的第二炮兵司令员后退役，并担任第十届全国人大常委会委员、全国人大外事委员会副主任委员。2008年正式退休。